# Mrucznik słoniopyski
Mrucznik słoniopyski (Campylomormyrus elephas) – gatunek słodkowodnej ryby kostnojęzykokształtnej z rodziny mrukowatych (Mormyridae), opisany naukowo z Upoto (Lisala) przez Boulengera w 1898 pod nazwą Gnathonemus elephas.

## Występowanie
Jest szeroko rozprzestrzeniony w Afryce Środkowej, w dorzeczu rzeki Kongo, na terenie Angoli, Kongo i Zambii. Występuje w strefie przydennej, w licznych populacjach. Lokalnie pospolity.

## Cechy morfologiczne

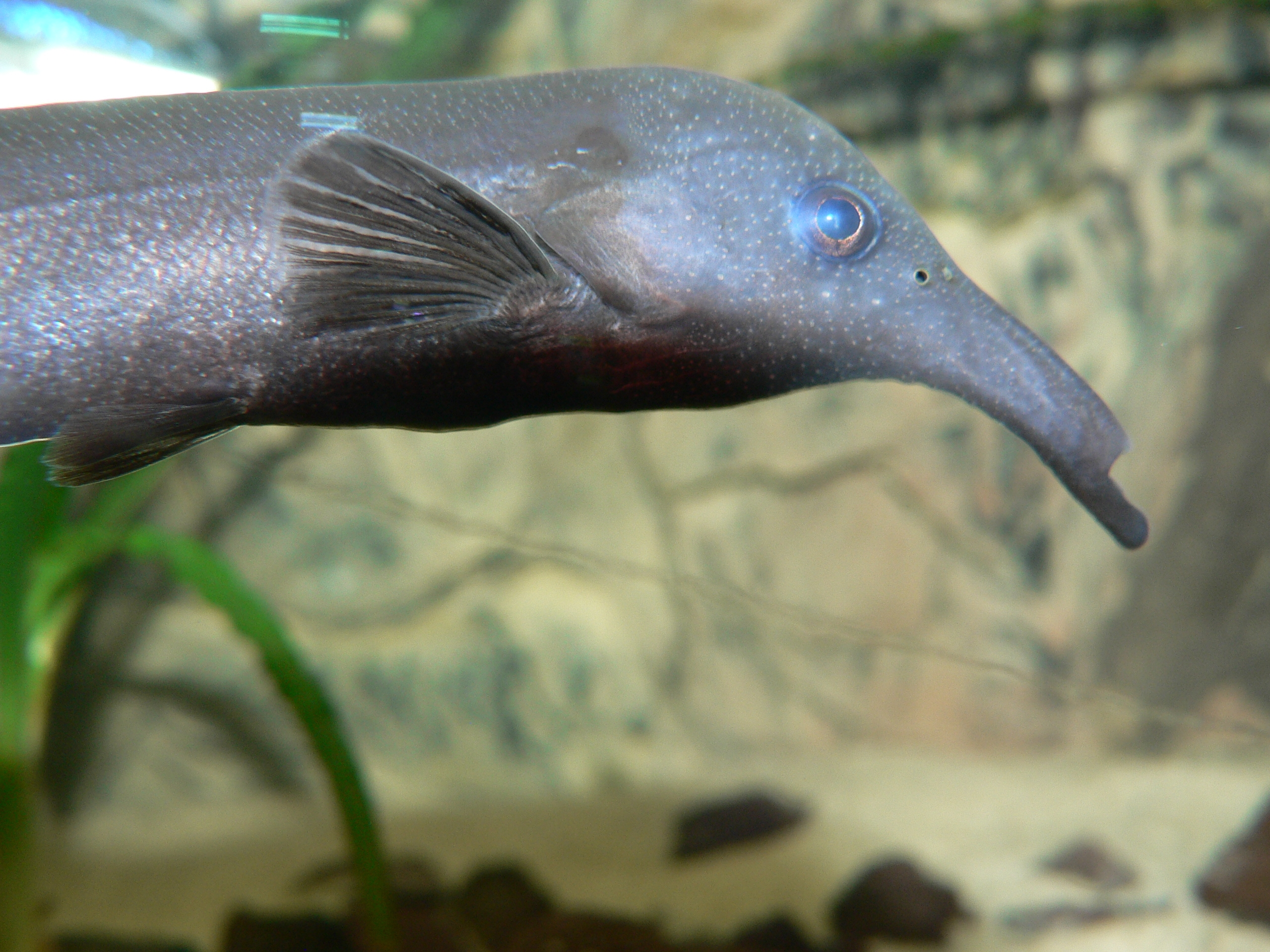
Przednia część ciała

Ciało wydłużone, zwężone w części ogonowej. Głębokość korpusu stanowi od 1/3 do 1/4, a długość głowy 1/4 do 1/5 długości całkowitej. Górny profil głowy zstępuje bardzo stromym łukiem; pysk znacznie wydłużony, rurkowaty, mocno ścieśniony, skierowany w dół. Żuchwa z krótkim, cylindrycznym wyrostkiem skórnym o długości zbliżonej do długości oka. Zęby stożkowe, 3 w szczęce, 4 w żuchwie. W płetwie grzbietowej 31–35 promieni, w odbytowej 33–37. Płaty ogonowe zaostrzone. 70–80 łusek w linii bocznej. Grzbiet brązowawy. Na bokach ciała młodych osobników, pomiędzy płetwą grzbietową i odbytową, występuje czarny pas z żółtawym obrzeżem.
Długość całkowita do 400 mm.
Mrucznik słoniopyski wytwarza słaby prąd elektryczny.

## Biologia i ekologia
Pomimo licznego występowania na wielu obszarach zasięgu, biologia i ekologia tego gatunku pozostaje słabo poznana. 

## Znaczenie gospodarcze
Mrucznik słoniopyski nie ma znaczenia w rybołówstwie ze względu na małe rozmiary. Jest poławiany dla potrzeb akwarystyki, jako ryba akwariowa.